# まいた菜穂
まいた 菜穂（まいた なお、3月2日 - ）は、日本の漫画家。広島県出身。女性。血液型はA型。少女漫画雑誌『ちゃお』（小学館）にて執筆している。

## 来歴
2004年、米田菜穂名義で「スカジャン☆ジャンキー」が第55回小学館新人コミック大賞佳作を受賞し、2005年に『ちゃおDX』に掲載されデビューした。
『ちゃおDX』でのデビュー以前に「蒔田菜穂」名義で『なかよし』（講談社）に作品を発表したことがある。一度なかよしでデビューしたがやめ、ちゃおで投稿し再デビューを果たした。
2012年から2019年まで『ちゃお』にて『12歳。』を連載し、2018年度に同作品で第64回小学館漫画賞を受賞した。
2019年から2023年まで『ちゃお』にて『大人はわかってくれない。』を連載した。
2023年からは『ちゃお』にて『シャイニング！』を連載している。

## 作品リスト

### 連載
- コンコン×ハニー（『ちゃお』2007年6月号 -  8月号、小学館）
- あの日、僕らは…（『ちゃお』2010年8月号[6] - 10月号[7]）
- 12歳。シリーズ（『ちゃお』2012年9月号 - 2019年1月号）
  - 12歳。〜コクハク〜（『ちゃお』2012年9月号 - 12月号）
  - 12歳。〜boy friend〜（『ちゃお』2013年2月号[8] - 8月号）
  - 12歳。〜ココロ〜（『ちゃお』2013年10月号 - 2014年3月号）
  - 12歳。〜ヤクソク〜（『ちゃお』2014年5月号 - 2014年10月号）
  - 12歳。〜トマドイ〜（『ちゃお』2014年12月号[9] - 2015年6月号）
  - 12歳。〜ハツコイ〜（『ちゃお』2015年8月号[10] - 2015年12月号）
  - 12歳。〜ミライ〜（『ちゃお』2016年2月号[11] - 2016年7月号）
  - 12歳。〜カタオモイ〜（『ちゃお』2016年9月号[12] - 2017年2月号）
  - 12歳。〜イノリ〜（『ちゃお』2017年4月号[13] - 2017年9月号）
  - 12歳。〜サカミチ〜（『ちゃお』2017年11月号 - 2018年4月号）
  - 12歳。〜タカラモノ〜（『ちゃお』2018年6月号[14] - 2018年）
  - 12歳。〜ダイスキ〜（『ちゃお』2018年9月号 - 2019年2月号）
  - 12歳。〜ソツギョウ〜（『ちゃお』2019年4月号 - 2019年11月号）
- 大人はわかってくれない。（『ちゃお』2020年2月号[4] - 2023年4月号[5]）
- シャイニング！（『ちゃお』2023年8月号[15] - ）

### 読みきり
- 番長でいこう!（『なかよしはるやすみランド』2003年、講談社） - 蒔田菜穂名義[要出典]
- アクマでジェームズ（『なかよしラブリー』2003年冬号、講談社） - 蒔田菜穂名義[要出典]
- スカジャン☆ジャンキー（『ちゃおDX』2005年春号、小学館）
- ラブ▼デリバリー（『ちゃおDX』2005年初夏号）
- ストレンジ×ストラップ（『ちゃおDX』2005年夏号）
- チンピラゴースト（『ちゃおDX』2006年冬号）
- マイ・スイート・ライジング・ドラゴン（『ちゃおDX』2006年初夏号）
- リーサル・ブラザー 〜破壊的兄貴・HIKARU〜（『ちゃおDX』2006年秋号）
- どっちが悪魔YO?（『ちゃお』2006年10月号）
- Please! マイミス★メモリー（『ちゃおDX』2006年冬号）
- レイジー・クレイジー・キューピッド（『ちゃおDX』2007年春待ち号）
- ミミック&チェンジ（『ちゃおDX』2007年春号）
- 結構なおちゃらけBOY（『ちゃお』2007年5月号）
- 激愛（愛しすぎて…♡）ナルシスト（『ちゃおDX』2009年春待ち号）
- 奇妙なともだち（『ちゃおDX』2009年春号）
- キミがくれた奇跡（『ちゃおDX』2009年夏号）
- 星にねがいを（『ちゃお』2009年10月号）
- さよならエレベーター 〜天国からのプレゼント〜（『ちゃおDX』2010年春待ち超大増刊号）
- さよならエレベーター 〜一番大切な宝物〜（『ちゃおDXホラー』7月号増刊号）
- さよならエレベーター 〜今度はまちがえない〜（『ちゃおDX』2010年春の超大増刊号）
- 夜明け前（『ちゃお』2010年6月号）
- 12歳。〜キス・キライ・スキ〜（『ちゃお』2012年4月号）
- ひとつ花咲いたら
- 最後の晩餐
- あめあめ、ふれふれ
- はじめまして、恋です。（『ちゃお』2023年2月号[16]）
- ロマンスの約束（『ちゃお』2023年5月号[17]） - 幾田りらとのコラボレート作品[18]。
- サークル（『ちゃお』2023年6月号[19]） - 幾田りらとのコラボレート第2弾作品[19]。

### その他
- ちゃおちゃお研究所（ラボ）※『ちゃお』のお便りコーナー（読者ページ）（2007年ちゃお1月号 - 12月号）
- 裏12歳。（コミックス1 - 20巻かきおろし）
- ちゃおのひみつ 「12歳。のひみつ」
- 純情ガールフレンド（『ちゃお』2019年3月号[20] − 『ちゃおデラックス』2019年7月号）
- 裏大人はわかってくれない。(コミックス1 - 3巻かきおろし)

## メディア出演

### テレビ
- 小峠英二のなんて美だ!（2023年11月15日・22日、TOKYO MX1、少女漫画テーマ回）